# Ciclo metabolico
Un ciclo metabolico è una particolare catena metabolica (ossia serie di reazioni aventi come catalizzanti degli enzimi), facente parte del metabolismo delle cellule, in cui il prodotto di ciascuna reazione costituisce il  substrati della successiva e in cui l'ultimo dei prodotti sia anche il primo reagente. Essi avvengono dentro a una singola cellula.

## Funzioni
Essi hanno quattro funzioni fondamentali, concatenate tra di loro:
- produzione di energia chimica dall'irraggiamento solare e assimilazione nei viventi dei nutrimenti;
- produzione dei precursori delle macromolecole a partire dalle sostanze precedentemente degradate;
- formare acidi nucleici, proteine, lipidi;
- disintegrare le suddette biomolecole tenendo da parte per un secondo utilizzo ciò che possa essere ancora esser fatto rientrare nel ciclo.

## Vantaggi
Un ciclo metabolico consente alle cellule di risparmiare materiale (che viene riutilizzato) e energia (poiché il processo è graduale). La velocità del ciclo non è costante, ma può essere adattata alle esigenze della cellula.

## Esempi
Noti esempi di cicli metabolici sono il ciclo di Krebs nella respirazione e il ciclo di Calvin nella fase oscura della fotosintesi clorofilliana.